# برج امیر عبدالقادر
برج امیر عبدالقادر (به عربی: برج الأمیر عبد القادر) یک شهرداری در الجزایر است که در استان تسمسیلت واقع شده‌است.